# ماجراهای تنسی تاکسیدو
ماجراهای تنسی تاکسیدو (به انگلیسی: Tennessee Tuxedo and His Tales) نام یک مجموعه انیمیشن محبوب سرگرمی/آموزشی آمریکایی است که اولین بار بین سال‌های ۱۹۶۳ تا ۱۹۶۶ از شبکهٔ تلویزیونی سی بی اس پخش شد. این مجموعه را توتال تلویژن ساخته است.
این مجموعه داستان یک پنگوئن به نام «تنسی تاکسیدو» و یک گراز دریایی به نام «چاملی» را بازگو می‌کند که در «باغ وحش مگاپولیس» زندگی می‌کنند. مدیر باغ وحش مگاپولیس شخصی عصبی و تند مزاج به نام «استنلی لوینگستون» است که دستیاری (نگهبان باغ وحش) به نام «فلانکی» دارد. نام کاراکتر استنلی ترکیبی از اسامی ۲ شخصیت واقعی است: یک مُبلغ مذهبی به نام دیوید لیوینگستون و یک روزنامه‌نگار به نام هنری مورتون استنلی.
تنسی تاکسیدو و چاملی اغلب برای یافتن راه حل مشکلات‌شان در دنیای خارج و به روش مخصوص خودشان (پریدن از روی دیوار بلند باغ وحش با یک چوب بلند) از باغ وحش فرار می‌کنند. آن‌ها دوستان زیادی در باغ وحش دارند که برای گریختن از آنجا بهشان کمک می‌کنند. تنسی و چاملی زمانی که از حل مشکلات‌شان درمانده می‌شوند نزد دوست‌شان پروفسور «فاینیس جی. ووپی» می‌روند، «مردی که همهٔ پاسخها را می‌داند». آقای ووپی دانش زیادی در مورد همه چیز دارد: از قوانین فیزیک دربارهٔ بالون‌هایی که با هوای گرم پرواز می‌کنند گرفته تا این که چگونه شخصی می‌تواند یک موزیسین معروف بشود. توضیحات او برای تنسی و چاملی همیشه با ترسیم آن‌ها روی یک تخته سیاه مخصوص همراه است. تخته سیاه آقای ووپی که «تخته سیاه ۳ بعدی» نام دارد داخل یک کمد پر از وسایل مختلف قرار دارد و هر مرتبه که او می‌خواهد تخته سیاهش را از کمد در بیاورد کوهی از وسایل درون کمد داخل اتاق می‌ریزد. هر وقت که پروفسور ووپی راه حل مشکلات را برای تنسی و چاملی شرح می‌دهد، تنسی با گفتن جملهٔ «آقای ووپی تو بهترینی!» از او تشکر می‌کند.
سپس آن دو با اطلاعات جدیدی که از آقای ووپی کسب کرده‌اند و با تکیه‌کلام معروف «تنسی تاکسیدو هرگز شکست نمی‌خورد» دنبال حل مشکل‌شان می‌روند. اما معمولاً در این راه با مشکلات جدی که از سوی استنلی لوینگستون برایشان ایجاد می‌شود مواجه می‌شوند. او برای دستگیری آن‌ها با پلیس تماس می‌گیرد و پس از بازگرداندن‌شان مجازات‌هایی مانند شستن ظرف‌های کثیف برای ۶ ماه در نظر می‌گیرد. استنلی حتی چندبار آن‌ها را تهدید کرده که پوست‌شان را زنده زنده بکند.
در نسخهٔ اصلی این انیمیشن دان آدامز به‌جای تنسی تاکسیدو و بردلی بولک به‌جای چاملی صحبت می‌کردند. در نسخهٔ فارسی مهدی آژیر شخصیت تنسی تاکسیدو، ظفر گرایی شخصیت چاملی، شهروز ملک‌آرایی شخصیت آقای ووپی و کنعان کیانی شخصیت استنلی را دوبله کرده‌اند. البته در دوبله دوم تورج نصر به جای تنسی و جواد پزشکیان به جای چاملی گویندگی کرده‌اند.